# Roland E. Philipps

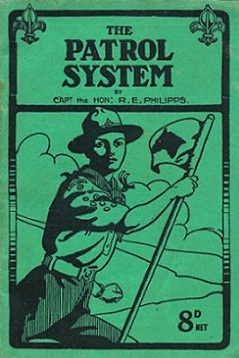
„The Patrol System”

Roland Erasmus Philipps (ur. 27 lutego 1890 w Londynie, zm. 7 lipca 1916 nad Sommą) – jeden z pionierów skautingu, instruktor skautowy, autor książki The Patrol System, która opisuje fenomen systemu zastępowego, fundator „Domu Rolanda”, stanicy dla londyńskich skautów.
Urodził się w 1890 w Londynie, w rodzinie szlacheckiej. Ukończył studia prawnicze w Oxfordzie. Po studiach rozpoczął pracę w przedsiębiorstwie żeglugowym w Liverpoolu, ponieważ jako młodszy syn nie dziedziczył majątku ojca. 
W czasie pobytu w Liverpoolu po raz pierwszy zetknął się z młodym jeszcze ruchem skautowym i został drużynowym. Wkrótce potem zaangażował się w działalność instruktorską. 
Przeniósł się do Londynu i zgłosił się do pracy instruktorskiej w biedniejszych dzielnicach miasta. Powierzono mu prowadzenie hufca. Aby poznać środowisko, Roland – wychowany w dobrobycie – zamieszkał tu i próbował przez pewien czas żyć jak tamtejsi mieszkańcy.
Niedługo potem został komendantem chorągwi i hufcowym jednocześnie. Prócz tego pełnił szereg funkcji w Głównej Kwaterze i wytyczał nowe drogi dla młodego jeszcze ruchu, opracowując właśnie System zastępowy.
W 1914 roku za własne oszczędności kupił w najbiedniejszej dzielnicy Londynu dom, przeznaczając go na stanicę dla tamtejszych skautów. Istnieje ona do dziś jako „dom Rolanda”. 
Podczas I wojny światowej jako kapitan brał udział walkach we Flandrii. Zginął 7 lipca 1916 roku.

## Odznaczenia
- Krzyż Wojskowy[2]